# Каратау (хребет, Тянь-Шань)
Карата́у (каз. Қаратау) или Сырдарьинский Каратау — горный хребет на юге Казахстана, северо-западный отрог Тянь-Шаня, часть процесса виргации. Средневековое название в период возникновения Казахского ханства — Аргынтау.

## Географическое положение
Сырдарьинский Каратау простирается от Таласского Ала-Тоо до Чуйской долины. К юго-западу от хребта расположена долина реки Сырдарья, к северо-востоку — долина реки Талас. Административно хребет расположен на территории Туркестанской и Жамбылской областей, крайняя западная часть — на территории Кызылординской области.

## Рельеф
Длина около 420 км. Ширина Боралдайских отрогов в юго-восточной части хребта достигает 60—80 км. Наиболее высокая точка — гора Бессаз, высота которой составляет 2176 м. Хребет сложен сланцами, песчаниками, известняками, доломитами, развит карст. Вершины выровненные, склоны крутые, растительность степная и нагорные ксерофиты.
В составе Сырдарьинского Каратау выделяют Восточный Каратау и Киши-Каратау. Восточный Каратау отличается преимущественно слабоволнистым рельефом и сложен сланцами и песчаниками времён протерозоя. Киши-Каратау прорезан многочисленными долинами и разделён на ряд массивов, сложенных известняками, песчаниками, конгломератами карбона и вулканогенными породами девона.

## Полезные ископаемые
Месторождения фосфоритов приурочены к Каратаускому фосфоритоносному бассейну (города Каратау, Жанатас) в восточной части, на северных склонах хребта.
Месторождение полиметаллических руд (свинцово-цинковых), а также урановых, разрабатываются в западной части хребта, на его южных склонах (город Кентау, посёлки Ачисай, Шалкия). На юго-восточном склоне расположено железнорудное Абаилское месторождение.

## Климатическая характеристика
Сырдарьинский Каратау оказывает значительное влияние на погодные и климатические условия территории близлежащих районов. Средняя температура января составляет — 10 °C. Разница между средними январскими температурами на северо-восточном и юго-западном склонах составляет 4—6°С, что объясняется влиянием тёплых воздушных масс с юго-западных склонов. Среднегодовая сумма атмосферных осадков у подножий склонов составляет 200—400 мм, выше — 400—600 мм.

## Почвы, флора и фауна
Почвы горно-каштановые, горно-коричневые. Растительность горно-степная, типчаковая, ковыльно-типчаковая и кустарниковая. Имеются тугайные полосы вдоль русел рек. Произрастает эндемик Сырдарьинского Каратау каучуконос таусагыз, содержащий 35—40 % каучука. Обитают тушканчик, суслик, горностай, степной хорёк, барсук, лисица, корсак, горный козёл.

## Достопримечательности и охрана природы
В мае 1985 года в горах Каратау, ущелье Икансу, обнаружено новое местообитание редкого лука Сергея, занесенного в Красную книгу Казахстана. Местонахождение обнаружено на выположенной поверхности (местные называют её жоном), на высоте 900 м над ур. м. Здесь лук Сергея произрастает на небольших глинисто-каменистых участках площадью 0,5—5,0 м².
В 1496 году на склоне Каратау был возведён Мавзолей Домалак Ана.
В 1998 году подана заявка на включение объекта «Палеолитические объекты и геоморфология хребта Каратау» в список объектов Всемирного наследия ЮНЕСКО.
В 2004 году создан Каратауский заповедник. Также в горах Каратау имеются стоянки древних людей каменного века. У посёлка Конырдек найдены массивные прямоугольные кремнёвые отщепы клектонского типа. К нижнему палеолиту относятся стоянки Ушбулук I и Ушбулук II в районе Малого Каратау. К раннеашельскому периоду относятся стоянки в урочищах Бориказган, Шабакты, Танирказган, Кызылтау, Акколь 1, Казанкап. В 1998 году подана заявка на включение объекта «Палеолитические объекты и геоморфология хребта Каратау» на юге Казахстана в список объектов Всемирного наследия ЮНЕСКО. В Вишнёвке в 60 км к юго-востоку от Астаны орудия относятся к ашельской культуре, каменные разрезы и ракушечники сходны с индустрией Леваллуа. Возрастом 510 тыс. лет датируются кремнёвые орудия труда, кости носорогов, бизонов, скорлупа страусиных яиц с семи стоянок на склонах горных хребтов Каратау. В пещере Туттыбулак на горе Боралдай в предгорье Каратау в Байдибекском районе Туркестанской области остатки пепла, относящиеся к среднему каменному веку, датируются возрастом 48 тыс. лет назад. В пещере Туттыбулак также обнаружены каменные орудия и челюсть человека.